# Koninklijk Zeister Harmonie Muziekgezelschap

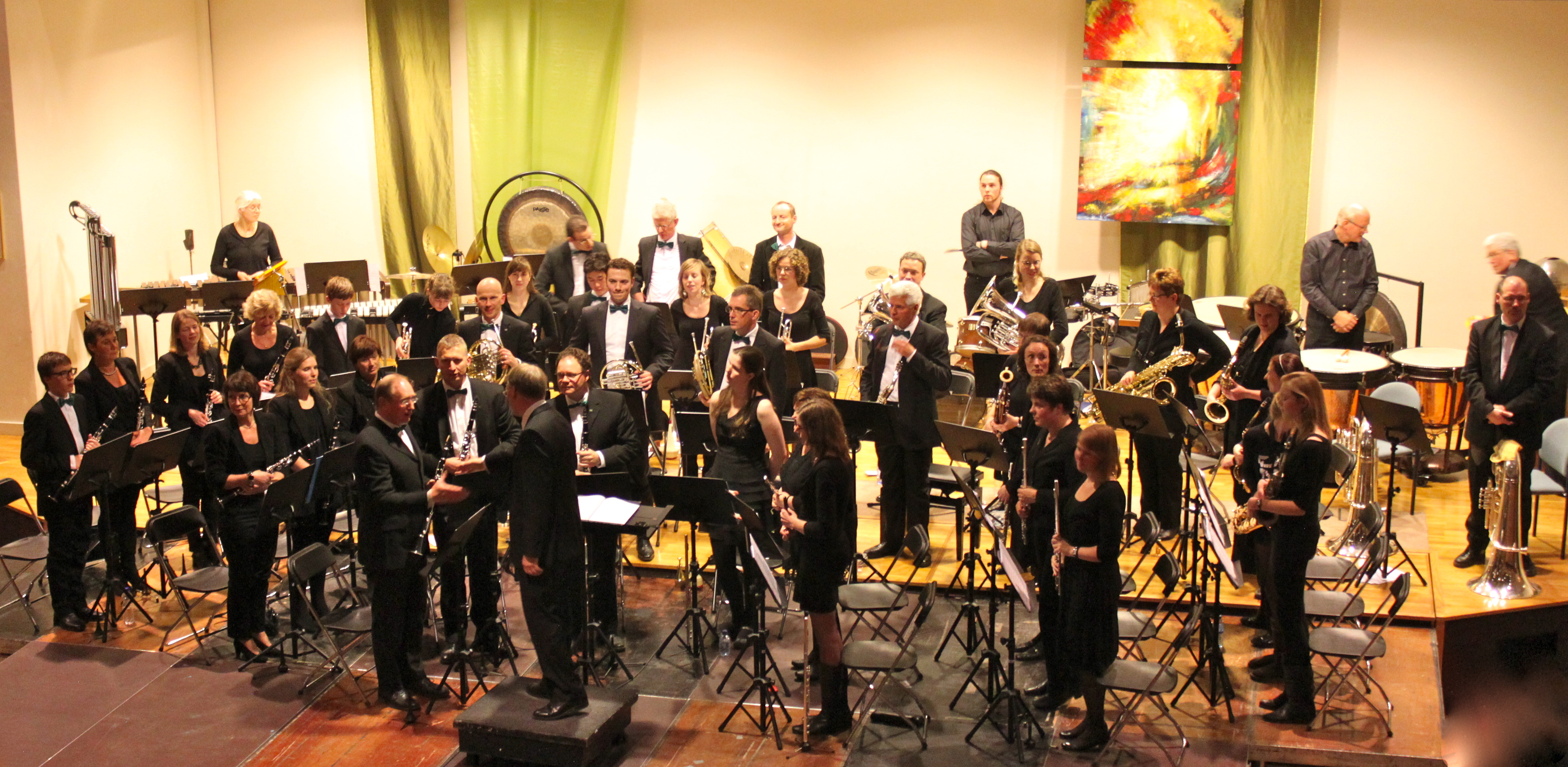
KZHM tijdens het Oranjeconcert 2012

Het Koninklijk Zeister Harmonie Muziekgezelschap (KZHM) is een Nederlands harmonieorkest opgericht in 1882. 
De harmonie werd in 1882 onder leiding van Jhr. F.H. van de Poll opgericht onder de naam Zeister Harmonie Muziekgezelschap. In 1883 werd er gestart met tien leden. In 1886 werden onder leiding van dirigent P. de Vries de eerste openbare concerten gegeven. Veertig jaar lang was de zoon van de oprichter, Jhr. F. van de Poll de drijvende kracht achter het muziekgezelschap. Hij zorgde ervoor dat de harmonie op grote evenementen aanwezig was en dat deze  een steeds belangrijkere rol ging spelen in het Zeister dorpsleven. 
Zo trad de harmonie in 1900 op voor de Zuid-Afrikaanse president Paul Kruger. Ook speelde de harmonie op Soestdijk, bij de verjaardag van de koningin en tijdens een koninklijke huldiging in Den Haag. 
Door de inzet van Van de Poll werd het Zeister Muziek Harmonie Muziekgezelschap in 1907 Koninklijk en ontstond de afkorting KZHM. De harmonie was oorspronkelijk enkel bedoeld voor Zeister heren, in 1952 werd daar echter verandering in gebracht. In 1982 speelden er zelfs meer vrouwen dan mannen in het orkest. 
Vanuit de geschiedenis werden er binnen het orkest nooit uniformen gedragen. Deze traditie is blijven bestaan en grotere concerten worden dan ook in het zwart uitgevoerd, met een KZHM-strik voor de heren. 
Een ander opvallend aspect van het KZHM is dat het orkest nooit marcheert, in tegenstelling tot vele andere muziekverenigingen.
Het KZHM heeft een Groot Orkest, dat speelt in de 2e divisie. Daarnaast is er een uitdagend leerlingenorkest voor muzikanten die nog niet zover zijn. Beide orkesten worden sinds 2002 geleid door dirigent Cor Pronk. 